# 教員

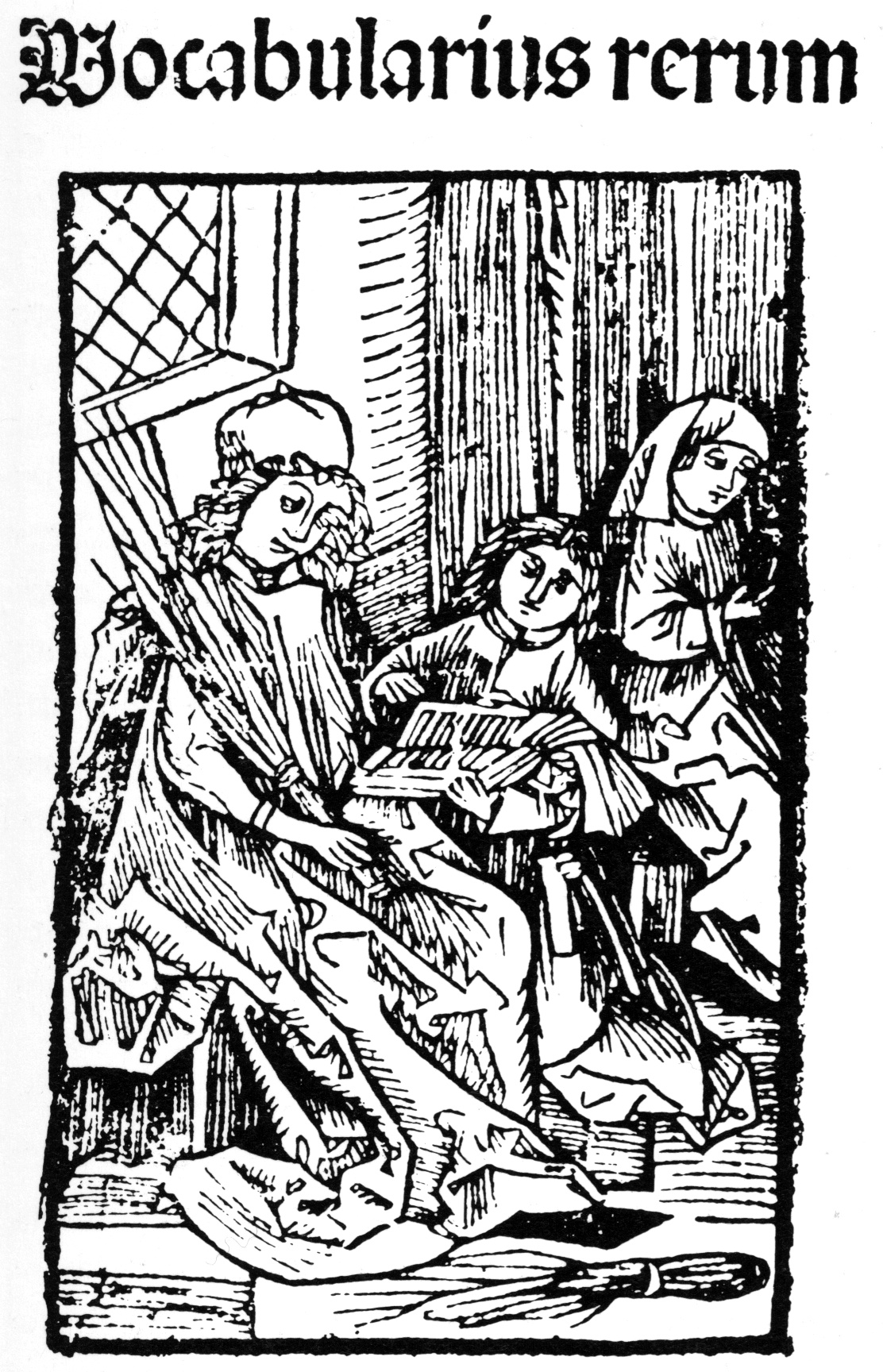
ラテン語を教える教師（1487年）

教員（教職員、教育職員、きょういん、英: teacher）とは、学校をはじめとする教育施設で、在籍者に対して教育をつかさどる職である。
多くの国々では、フォーマル教育において教職に就くには教員資格が要求される。
「教員」の類義語に教官（国家公務員）、教師、教諭、教授などがある。

## 教師の種類
- 学校職員 -教頭- 校長
- 日本における学校職員の種類

### 職階・職位
学校における教員の職階については、中等教育以前の教育と高等教育で異なる。
就学前教育・初等教育・中等教育を行う学校（幼稚園、小学校、中学校、高等学校、中等教育学校、特別支援学校）では、教員の職階は、教諭、助教諭、講師などである。これらの学校には、養護教諭がおかれることがあるが、養護教諭と養護学校（特別支援学校）の教員は、別物である。
高等教育を行う学校（大学（短期大学、大学院を含む）、高等専門学校、専修学校専門課程）では、教授、准教授（助教授）、講師、助教、助手である。

### 生徒の教育課程による職種
- 幼稚園教員
- 小学校教員
- 中学校教員
- 義務教育学校教員
- 高等学校教員
- 中等教育学校教員
- 特別支援学校教員
- 大学教員
- 高等専門学校教員
- 専修学校教員
- 各種学校教員
- 省庁大学校教員
- 農業大学校教員
- 無認可校教員

- 教員の職階 - 教授
- 大学教員
- 高専教員

### その他、教職、指導者
- 家庭教師
- 学習塾講師
- インストラクター
- 日本の親方、ドイツのマイスターなど徒弟制度での指導者。
- 師範

## 各国の教員
|                | 初等教育 | 前期中等教育 | 前期中等教育 | 後期中等教育 | 後期中等教育 |
| 公立           | 初等教育 | 私立         | 公立         | 私立         |              |
| -------------- | -------- | ------------ | ------------ | ------------ | ------------ |
| オーストラリア | 16       | 12           | 12           | 12           | 12           |
| カナダ         | 14       | N/A          | N/A          | 14           | 12           |
| フランス       | 19       | 15           | 18           | 10           | 11           |
| ドイツ         | 16       | 14           | 13           | 13           | 12           |
| イタリア       | 12       | 12           | 11           | 13           | 7            |
| 日本           | 17       | 14           | 12           | 11           | 13           |
| イギリス       | 21       | 27           | 14           | 22           | 18           |
| 米国           | 15       | 16           | 11           | 16           | 11           |
| OECD平均       | 15       | 14           | 12           | 14           | 12           |
| EU21平均       | 14       | 12           | 12           | 12           | 11           |

### カナダ
カナダにおいて教員になるには、学士号を取得する必要がある。多くの州ではBachelor of Educationなどを要求している。年収は$40,000-$90,000ほど。

### 日本
| 学校             | 男      | 女      | 計        |
| ---------------- | ------- | ------- | --------- |
| 幼稚園教員       | 7,636   | 99,223  | 106,859   |
| 小学校教員       | 149,466 | 240,353 | 389,819   |
| 中学校教員       | 138,314 | 93,214  | 231,528   |
| 高等学校教員     | 170,674 | 63,604  | 234,278   |
| 中等教育学校教員 | 783     | 347     | 1,130     |
| 特別支援学校教員 | 24,981  | 33,610  | 58,591    |
| 計               | 491,854 | 530,351 | 1,022,205 |

日本の教育においては、職務性質により以下に分類される。
全校務
就学前教育: 園長
初等中等教育: 校長
高等教育: 学長
※「教員」とは、別枠で捉えられることもある。
管理等
初等中等教育: 副校長・副園長 - 教頭
高等教育: 副学長・学部長などの職があるが、「教授」の充て職という意味合いが強い。
監督・管理補佐
初等中等教育: 主幹教諭
教育・研究
教育・研究
初等中等教育: 指導教諭 - 主任教諭 - 教諭 - 助教諭 - 講師
高等教育: 教授 - 准教授 - 講師 - 助教
養護・衛生
初等中等教育: 養護をつかさどる主幹教諭 - 養護教諭 - 養護助教諭
高等教育: 法令上、教員職としての定めはない。
栄養・食育
初等中等教育: 栄養の指導及び管理をつかさどる主幹教諭 - 栄養教諭
高等教育: 法令上、教員職としての定めはない。
補助
初等中等教育: 実習助手
高等教育: 助手
※教員として扱われないこともある。

#### 教員男女比率
中等教育までの一条校をみると、全体における男性教員と女性教員（本務教員）の比率はほぼ等しく、近年の全国の統計調査では女性教員の方がやや多くなっている。
2007年度の文部科学省の統計（学校教員統計調査・指定統計第62号）によると、女性教員の割合は幼稚園が約93%、小学校が約62%、中学校が約40%、高等学校が約27%、特別支援学校が約57%となっている。
教育職員の職場は、古くから女性の社会進出が多く見られた。このため、他の職業に比べて女性への差別も少なかった（戦中を除く）。戦前の女性教員は小学校の勤務が多かった。
戦前の中学校で初めて女性教員が採用されたのは、1922年に、東京府立第五中学校（現・小石川中等教育学校）の校長伊藤長七が、栗山津彌を漢文教師として迎えたのが最初であった。戦前の旧制中学校においては、女性教員は非常にまれであった。
戦後も、中学校や高等学校は圧倒的に男性教員が多かった時代が続いていたが、近年はその差も縮まりつつある。

#### 中等教育までの教員
初等中等教育レベルまでの一条校教員に就くには、教育職員免許法で規定される教育職員免許状が求められる。
正規職員として採用されるには、公立学校の場合は各都道府県教育委員会が実施する教員採用試験に合格し、採用候補者名簿に記載されなければならない。
私立学校の場合は、各学校によって異なり、定期、不定期に募集が行われている。なお、私学教員適性検査は、採用時の参考資料とするための試験で採用試験そのものではない。
なお公立校の教員について、時間外勤務を命ずることができるのは、政令により以下の条件に限られている。
初任者の教諭に対しては、一般的に小学校では、低学年・中学年の学級担任とし、中学校では、学級副担任とするなど、比較的その職務内容については、できるだけ高度な技量を要求しないように、管理職が努めている場合が多い。
国立学校に置かれる教諭は国家公務員、公立学校に置かれる教諭は地方公務員であるものの、その職務の性格上、教育公務員特例法が適用され新規採用者の仮採用の期間は6か月でなく1年間とされている。この期間に、教諭としての初任者研修を受け、場合によっては教員としての資質を評価される。教員として、著しく不適格であると判断されれば、免職となる。
東京都の小学校、中学校、義務教育学校、高等学校、中等教育学校、特別支援学校の教諭の年間採用人数は、2,809人（平成30年度）だが、89人が正式採用にならなかった。内訳は、年度途中の自主退職者等77人、懲戒免職1人、正式採用「不可」の者11人であった。なお引用の資料には平成26年度から平成30年度分の数値もあるが概ね同じ傾向である。また年度途中の自主退職者の理由別内訳は掲載がないので資質評価と無関係ない理由での退職者が割合は不明である。

#### 高等教育の教員
大学、大学院、短期大学、高等専門学校の教授、准教授、講師、助教、助手になるためには、さまざまな方法があるが、一般に公募採用や縁故採用を経て教員になることが多い。また、多くの教員が修士や博士の学位をもっているが、実務家を据える際には学士の学位や高校卒の場合がある。
大学院の指導教員になるためには、文部科学省の審査を受け、いわゆる「マル合教員」にならないといけないとされる。
高専専攻科の学修総まとめ科目の指導教員になるためには、独立行政法人大学改革支援・学位授与機構の審査を受け、「適」教員にならないといけないとされる。

#### 太平洋戦争前
学校によって、また資格によって教員の名称は異なった。
小学校にはおおむね5種の正規の教員があった。
1. 尋常小学校、高等小学校の全科目を教授し得る小学校本科正教員（小本正）
2. 尋常小学校の全科目を教授し得る尋常小学校本科正教員（尋本正）
3. 小学校の教科目のうち唱歌、体操、裁縫、手工、農業、商業、図画、外国語のうち一定の科目に限り教授する小学校専科正教員（専科正教員または尋正）
4. （本科正教員を補助するものを准教員といい、）尋常小学校、高等小学校の准教員である小学校本科准教員（本准）
5. 尋常小学校のみの准教員である尋常小学校准教員（尋准）

このうち1、2、3を訓導といい、4、5を准訓導といい、さらに尋常小学校准教員に代用する無資格者を准訓導心得（代用教員）といった。
中等学校、特殊学校の正規の教員は教諭といい、一定数の教授を有することがあった。
旧制高等学校、高等諸専門学校、大学には教授、助教授、講師があった。教授は中心的な活動を行い、助教授はこれを補佐し、特に必要なとき講師を置いた。外国人の教師で教授に準じるものを教師という。さらに学生、生徒の行動思想の取締、指導のために学生主事、生徒主事が教師に数えられる。これを補佐する主事補もあった。
官公立の学校教師は官吏であり、その言動は官吏服務規定によって規準が示された。通常、訓導は判任官待遇であり（「待遇」については待遇官吏参照）、特に一定数の校長に限り奏任官待遇を受けることがあった。教諭は判任官あるいは判任官待遇であるが、一定数の奏任官あるいは奏任官待遇のものがあり、校長はいずれも奏任官あるいは奏任官待遇であった。教授のうちには勅任官待遇のものがあったが、通常、奏任官であり、助教授は奏任官であった。
省庁の直轄学校校長は勅任官であった。官立師範学校の教員、陸海軍の多くの学校の教師も教官と呼ばれ、
軍人でない文官教官と、軍人である武官教官と対比させることがある。
私立の諸学校では官立学校に準じて以上のような呼称が用いられるが、その意味は必ずしも一致しなかった。教員の正規の資格の有無は教員免許状によって示された。
現在も国立機関の教職員（国家公務員）は教官と呼ばれる（防衛大学校、防衛医科大学校、国立大学附属学校など）。

#### 教育職員免許状の失効（現在）
現在では、教員が懲戒免職処分を受けると、教育職員免許法の規定により、その所持する教員免許状も失効する。
文部科学省が教育委員会や学校法人等の教員採用権者に提供している「官報情報検索ツール」（官報に公告された教員免許状の失効情報を検索できるシステムとツール）により検索可能な情報の期間を、「直近3年間」から「直近40年間」に大幅に延長した。これにより、採用権者は教員の採用に当たり、対象者が過去40年間に懲戒免職処分等を受けたことの有無を同ツールで簡便に確認、開示できるようになり、より慎重な採用選考が可能となる。また、教員免許状の失効事由である懲戒免職処分等について、その具体的な理由の主な類型（児童生徒等に対するわいせつ行為等）が判別できるよう、省令（教育職員免許法施行規則）の改正を行い、令和3年4月に施行された。

#### 文部科学省による教員への処分と対応
児童生徒等を守り育てる立場にある教員が、児童生徒等に対してわいせつ行為を行うことは、決してあってはならないことであり、文部科学省では、このような悪質で重大な問題について厳正かつ実効性のある対応を検討・実行することとなった。児童生徒等に対してわいせつ行為に及んだ教員の厳正な処分については、これまでも、原則として懲戒免職とするよう各教育委員会に対して指導していたが、令和2年9月時点で、全ての都道府県・指定都市教育委員会の懲戒処分基準において、その旨の規定が整備された。
また、そのほかにも教員によるわいせつ行為の防止のために必要となる取組について、例えば
1. 児童生徒とSNS等による私的なやりとりをしてはならないことの明確化
2. 執務環境の見直しによる密室状態の回避等の予防的な取組等の強化
3. 採用希望者の経歴等を十分に確認し、適切な採用判断を行うこと

などについても通知に明記し、各教育委員会に対応を順次求めていく方針を示している。

#### 教員から児童生徒への性的加害問題
2019年度までの5年間に猥褻・セクハラ行為で懲戒処分を受けた公立小中高校などの教員が千人を超え、このうち約半数が自校の教え子に加害行為をしていた。過度な服装調査も猥褻やセクハラの場面となることもある。なお、文部科学省は猥褻教員の免許再取得を3年から5年に延長する方針の教育職員免許法（教免法）改正の動きがあり2020年現在批判が集まっている。
沖縄県の公立中学校で、部活動の副顧問をしていた男性教諭からスカート内に手を入れられるなどの猥褻行為を受けた女子生徒が、高校進学後の12月に自殺した事件も起こっており、猥褻行為が明らかにあったのは学校や教育委員会の調査ではなく遺族の調査によることも明らかになっている。なお県教委は14年にこの加害教諭がわいせつ行為で懲戒免職したがこの免許の失効情報を官報に掲載していなかった、これが明らかになり文科省は問題視している。2019年1月には大分県の高校で教諭の男性（33）が教え子の高校生に手を出し、不倫関係である交際を苦にした女子高校生は自殺を図り意識不明の重体となった事件があった。小学校3年生の担任が複数の受け持ち女児を呼び出し日々下着の中に手を入れるなどの猥褻行為を行い懲戒処分で失職となった教員が、その後障害のある子どもたちの支援施設に就労している実態もある。2021年1月には大阪府の私立中学校の修学旅行引率教諭が男子生徒に薬物入り飲料を飲ませて猥褻行為をし、逮捕されている。小児への性犯罪は再犯罪率も高く、9歳の特別支援学級女児を裸にして撮影した教員は以前に別の中学で猥褻行為をした後小学校で復職し犯行に及んだことが分かっている。シッターによるわいせつ被害事件では、2020年8月まで6回逮捕された加害者はNPOキャンプのボランティアスタッフ、児童福祉設の職員などの場でも犯罪を繰り返していた。栃木県の公立中学校で2年生の担任をしていた教員はわいせつ関連で2か月間で4度も逮捕された事件もあり明らかに適切に欠く人材もいる。しかしながら文科省は2020年12月、児童生徒に対するわいせつ行為で懲戒免職とされた教員が、再び免許状を取得できるまでの期間を延長する法改正案を断念したことを発表した。内閣法制局が、個人の権利制限につながるためとの見解を示したことが影響している。今後は対策として、懲戒免職になった教員の情報を官報に掲載する際、わいせつ行為が理由であることを明記する規定を設ける予定としている。しかし2020年12月現在、懲戒免職などで教員免許を失効した教員について、教員免許法で官報に氏名の掲載が義務づけられているにもかかわらず多数の都道府県で未掲載が相次いでいることが判明している。2020年12月には兵庫県教育委員会が15年前に18歳だった教え子にわいせつ行為をしたことで県立高校の50代の男性教諭を懲戒免職処分にした。2021年1月には、28年前教え子に性的行為をした男性教諭を懲戒免職となり逃げ得が赦されない状況となってきている。不法行為に基づく損害賠償請求権に関する除斥期間は2020年4月施行の改正民法で、消滅時効にかかかるため民事訴訟では被害者が敗訴することがあるが、地方公務員法と国家公務員法では懲戒処分の時効の規定がないことから信用失墜行為に該当した場合には相当期間経過しても処分対象となっている。
ところで、学習塾で生徒が講師から盗撮された事件では犯人は千葉県の迷惑防止条例違反で逮捕されたが、県により条例が異なっているため他県では犯罪として取り締まれない状態があり問題視されている。スマホの普及もあり盗撮の検挙件数は10年前の2倍超に達していることから、「盗撮罪」としての刑法改正が望まれている。陸上競技や水着での協議で中高生を含む女性選手を狙った赤外線での盗撮や性的な意図による撮影により性的画像が拡散し被害にさらされている問題もある同性間での事件もありスーパー銭湯の脱衣場で男性客らを盗撮したとして逮捕された中学教諭が、自校の男子生徒の着替えの様子を盗撮し児童買春・児童ポルノ禁止法違反（製造）で起訴された事件もある。山梨県警の男性警視や山口県警の男性巡査長、千葉県の男性職員、川崎市教育委員会の市立小学校の男性総括教諭など社会的地位がある者が相次いで更衣室や電車内、職場などの盗撮容疑で逮捕や処分されているが、その背景には刑法の犯罪者として前科がつかないことで抑止力が働かないこと、被害者となる女性への人権軽視の可能性がある。本人の承諾がなくとも一度インターネットに掲載され拡散された画像や動画は完全に回収することはできず、性的画像を提供したり撮影されたことから取り返しがつかない被害を長期に被る危険性も現代に生きる子どもには不可欠な知識となっている。
なお、スマートフォンについては文部科学省が2020年6月、原則禁止としてきた中学生によるスマートフォンや携帯電話の学校への持ち込みを、条件付きで認めると決めた。しかし、奈良県では2020年2月、同市立中学校で、2年生の複数の男子生徒が女子生徒のスカートの中や着替えの様子を隠しカメラなどで盗撮し、無料通信アプリ「LINE」で動画や画像を共有し売買されていたため警察に通報された事件があることも明らかにされている。盗撮行為が行われた場合、生徒指導及び施設管理者としての学校長の責務を問われることは必至であり、今後その取扱いが課題となる。

#### 教員多忙化
平成26年（2014年）のOECD国際教員指導環境調査(TALIS)、平成29年（2017年）の文部科学調査で日本における小中学校教諭の勤務時間が突出して長時間となっていることが明らかになり、教職員の働き方と学校業務の在り方を検討した中央教育審議会の答申が学校における働き方改革として、平成31年（2019年）1月に取りまとめられ、これを受け、文部科学省は、学校における働き方改革の取組を進め、各自治体でも教職員の勤務時間短縮と学校業務改革についての実施計画が策定されている。教師に精神障害が多発しているが、長時間労働も一因と考えられるとの意見がある。関連して、給特法とは関係なく労働基準法が適用となるはずの私立学校の教員も、その多くで残業代が払われていないとの指摘もある。2020年12月、公立学校教員の勤務時間を年単位で調整する「変形労働時間制」の導入を柱とした改正教職員給与特別措置法（給特法）が成立した。自治体の判断により2021年度から、変形労働時間制を活用した「休日まとめ取り」が可能となったが、2020年4月からの新型コロナウイルス感染症対策として全国で小中学校の休校が相次ぎ、その代償として学習指導要領のカリキュラムを履行するため、夏休みを返上を表明している自治体も出ていると報道されている。
教育多忙の要因は、平成26年11月の文部科学省調査では「国や教育委員会からの調査等への対応」を筆頭に、「研修会や教育研究のレポート作成」、「児童・生徒・保護者アンケートの実施・集計」、「保護者・地域からの要望・苦情等への対応」に多くの時間が費やされ、多忙感を増大させているとの結果となっている。教職員の残業に関する訴訟では、残業に対する認識の違いについて教員の訴えと学校とで食い違いを見せた。アレルギー除去食への注力や校長指示で給食残菜をなくすことに神経を注ぐ必要があったこと、給食や掃除の時間には事務ができないとする教員に対し、給食の時間でも事務はできるなどとする学校との対立姿勢が浮き彫りになされた。

#### 「教師のバトン」プロジェクト
2021年の3月26日、文部科学省の「『＃教師のバトン』プロジェクト」が開始された。このプロジェクトは、教員を目指す若者がこれまでになく減っている中で、現場から教員の魅力を発信してもらい、教員の仕事の魅力を知ってもらおうと企画されたものであった。学校の「働き方改革」の好事例などについて、Twitterなどで「#教師のバトン」のハッシュタグをつけて教員に投稿してもらうという予定だった。
しかし、プロジェクトが始まると、長時間労働、休憩が取れない忙しさ、部活動の負担など、教員の窮状を訴える声が多く投稿された。文部科学省には、現場の訴えに耳を傾けて改革を後押しするよう求める意見が出た。30日には萩生田光一文科相が記者会見で「学校の厳しい勤務環境が明らかになった」と言及する事態となった。また同時に「願わくば、学校の先生ですから、もう少し品の良い書き方をしてほしい」と苦言を呈したが、これに反発する投稿も見られた。さらに、プロジェクトを所管する文部科学省の総合教育政策局の局長は4月8日に急遽「メディア向け説明会」を開き、「社会から注目いただいていると前向きにとらえ、厳しい訴えを率直に受け止める」と述べた。

### フランス
フランスでは、小学校教員は公務員基本法（Statut général des fonctionnaires）によって公務員とされており、採用には修士号（Bac+5）が求められる。

### ドイツ
ドイツの教員の多くは公務員であり、大学において（Lehramtstudien、Teaching Education Studies、教育学）を履修した者から採用される。給与は公務員給与インデックス指標（Bundesbesoldungsordnung）に基づいて決まる。

## 著名な教員
- フアン・パブロ・ボネット（英語版） - ろう教育の先駆者
- シャルル・. ロラン（英語版） - フランスで教育論書『トレテ・デ・ゼテュード』を執筆

## 団体
教職員組合
- 全日本教職員連盟
- 全日本教職員組合
- 日本教職員組合（日教組）

NPO
- ティーチ・フォー・アメリカ